# Obras-Primas
Obras-Primas, também editada como Os Imortais da Literatura Universal (1970-1972), foi uma coleção publicada no Brasil em diferentes épocas pela Abril Cultural, contendo os principais clássicos da literatura ocidental e oriental. Somente na década de lançamento da série, foram vendidos 4,5 milhões de exemplares.
Segundo estudo do pesquisador Wesley Augusto Nogueira, o lançamento da coleção foi promovido em vários canais, como anúncios ao ar livre, jornais, revistas, mala direta, TV, cinema e rádio. O público-alvo era formado leitores não acostumados à literatura acadêmica, contrastando com os textos mais simples e ágeis dos romances populares.

## Edições
| Ano  | Capa           | Formato           | Acabamento                                                                                   | Volumes | Volumes adicionais (biografias) | Editora                          |
| ---- | -------------- | ----------------- | -------------------------------------------------------------------------------------------- | ------- | ------------------------------- | -------------------------------- |
| 1970 | Vermelha       | 13,5x20           | Couro sintético, capa cartão, douração em baixo relevo                                       | 50      | 3                               | Abril Cultural                   |
| 1973 | Marrom         | 13,5x20           | Couro sintético, capa cartão, douração em baixo relevo, almofadamento                        | 50      | 3                               | Abril Cultural                   |
| 1978 | Diversas cores | Diversos tamanhos | Couro sintético, capa cartão, douração em baixo relevo, douração no corte, fita marca-página | 50      | -                               | Abril Cultural                   |
| 1981 | Diversas cores | Diversos tamanhos | Couro sintético, capa cartão, douração em baixo relevo, douração no corte, fita marca-página | 50      | -                               | Abril Cultural                   |
| 1993 | Diversas cores | Diversos tamanhos | Couro sintético, capa cartão, douração em baixo relevo, douração no corte                    | 50      | -                               | Nova Cultural / Círculo do Livro |
| 1995 | Vermelha       | 14x21             | Brochura em couro sintético, douração em baixo relevo                                        | 50      | -                               | Nova Cultural                    |
| 2002 | Diversas cores | Diversos tamanhos | Couro percalux, capa cartão, douração em baixo relevo                                        | 50      | 2                               | Nova Cultural / Papel Suzano     |

## 1ª Edição de 1970-1972 (Abril Cultural) - Vermelha

#### Formato e acabamento
A edição de 1970, denominada Os Imortais da Literatura Universal, apresenta encadernação de luxo, com capa em cartão rígido revestida em couro sintético (poliuretano). O design de todas as capas segue o mesmo formato e padrão visual: capa em couro vermelho cereja e douração  em baixo relevo com temas em arabesco. O miolo foi impresso em papel off-set. Algumas folhas de guarda foram produzidas em papel couché.

#### Biografias
As biografias de cada autor, sob o título Os Imortais da Literatura Universal, foram vendidas em fascículos que podiam ser encadernadas ao final da coleção em três volumes.
| Relação de livros da 1ª Edição (1970-1972) | Relação de livros da 1ª Edição (1970-1972) | Relação de livros da 1ª Edição (1970-1972) | Relação de livros da 1ª Edição (1970-1972)     | Relação de livros da 1ª Edição (1970-1972) | Relação de livros da 1ª Edição (1970-1972) | Relação de livros da 1ª Edição (1970-1972) | Relação de livros da 1ª Edição (1970-1972) |
| ------------------------------------------ | ------------------------------------------ | ------------------------------------------ | ---------------------------------------------- | ------------------------------------------ | ------------------------------------------ | ------------------------------------------ | ------------------------------------------ |
| Volume                                     | Obra                                       | Autor                                      | Tradução                                       | Páginas                                    | Formato                                    | Lançamento                                 | Editor                                     |
| 1                                          | Os Irmãos Karamazovi                       | Fiódor M. Dostoiévski                      | Natália Nunes e Oscar Mendes                   | 536 p.                                     | 13,5x20,5                                  | Novembro/1970                              | Abril Cultural                             |
| 2                                          | As Aventuras do Sr. Pickwick               | Charles Dickens                            | Octávio Mendes Cajado                          | 592 p.                                     | 13,5x20,5                                  | Novembro/1970                              | Abril Cultural                             |
| 3                                          | Madame Bovary                              | Gustave Flaubert                           | Araújo Nabuco                                  | 264 p.                                     | 13,5x20,5                                  | Dezembro/1970                              | Abril Cultural                             |
| 4                                          | Novelas Exemplares                         | Miguel de Cervantes                        | Darly Nicolana Scorsienchi                     | 256 p.                                     | 13,5x20,5                                  | Dezembro/1970                              | Abril Cultural                             |
| 5                                          | Decamerão                                  | Giovanni Boccaccio                         | Torrieri Guimarães                             | 583 p.                                     | 13,5x20,5                                  | 1970                                       | Abril Cultural                             |
| 6                                          | Eugênia Grandet                            | Honoré de Balzac                           | Moacyr Werneck de Castro                       | 232 p.                                     | 13,5x20,5                                  | 1970                                       | Abril Cultural                             |
| 7                                          | Os Três Mosqueteiros                       | Alexandre Dumas                            | Octávio Mendes Cajado                          | 514 p.                                     | 13,5x20,5                                  | 1970                                       | Abril Cultural                             |
| 8                                          | Werther                                    | Johann Wolfgang Van Goethe                 | Galeão Coutinho                                | 164 p.                                     | 13,5x20,5                                  | Fevereiro/1971                             | Abril Cultural                             |
| 9                                          | Tom Jones                                  | Henry Fielding                             | Octávio Mendes Cajado                          | 616 p.                                     | 13,5x20,5                                  | Março/1971                                 | Abril Cultural                             |
| 10                                         | O Morro dos Ventos Uivantes                | Emily Brontë                               | Oscar Mendes                                   | 315 p.                                     | 13,5x20,5                                  | Março/1971                                 | Abril Cultural                             |
| 11                                         | Lord Jim                                   | Joseph Conrad                              | Mário Quintana                                 | 290 p.                                     | 13,5x20,5                                  | Abril/1971                                 | Abril Cultural                             |
| 12                                         | A Vagabunda                                | Gabrielle S. Collete                       | Juracy Daisy Marchese                          | 227 p.                                     | 13,5x20,5                                  | Abril/1971                                 | Abril Cultural                             |
| 13                                         | O Sol Também se Levanta                    | Ernest Hemingway                           | Berenice Xavier                                | 268 p.                                     | 13,5x20,5                                  | Abril/1971                                 | Abril Cultural                             |
| 14                                         | Pais e Filhos                              | Ivan Turguêniev                            | Ivan Emilianovitch                             | 244 p.                                     | 13,5x20,5                                  | Maio/1971                                  | Abril Cultural                             |
| 15                                         | Retrato do Artista Quando Jovem            | James Joyce                                | José Geraldo Vieira                            | 240 p.                                     | 13,5x20,5                                  | Maio/1971                                  | Abril Cultural                             |
| 16                                         | Memórias Póstumas / Dom Casmurro           | Machado de Assis                           | -                                              | 348 p.                                     | 13,5x20,5                                  | Junho/1971                                 | Abril Cultural                             |
| 17                                         | Tonio Kroeger / A Morte em Veneza          | Thomas Mann                                | Maria Deling                                   | 174 p.                                     | 13,5x20,5                                  | Junho/1971                                 | Abril Cultural                             |
| 18                                         | Os Trabalhadores do Mar                    | Victor Hugo                                | Machado de Assis                               | 420 p.                                     | 13,5x20,5                                  | Julho/1971                                 | Abril Cultural                             |
| 19                                         | Servidão Humana                            | W. Somerset Maugham                        | Antônio Barata                                 | 564 p.                                     | 13,5x20,5                                  | Julho/1971                                 | Abril Cultural                             |
| 20                                         | Ana Karênina                               | Liev Tolstói                               | João Gaspar Simões                             | 750 p.                                     | 13,5x20,5                                  | Agosto/1971                                | Abril Cultural                             |
| 21                                         | Os Noivos                                  | Alessandro Manzoni                         | Marina Guaspari                                | 290 p.                                     | 13,5x20,5                                  | Agosto/1971                                | Abril Cultural                             |
| 22                                         | Viagens de Gulliver                        | Jonathan Swift                             | Octávio Mendes Cajado                          | 278 p.                                     | 13,5x20,5                                  | Setembro/1971                              | Abril Cultural                             |
| 23                                         | O Vermelho e o Negro                       | Stendhal                                   | De Sousa e Casemiro Fernandes                  | 494 p.                                     | 13,5x20,5                                  | Setembro/1971                              | Abril Cultural                             |
| 24                                         | O Primo Basíio                             | Eça de Queiroz                             | -                                              | 322 p.                                     | 13,5x20,5                                  | Outubro/1971                               | Abril Cultural                             |
| 25                                         | Contraponto                                | Aldous Huxley                              | Érico Veríssimo e Leonel Vallandro             | 446 p.                                     | 13,5x20,5                                  | Outubro/1971                               | Abril Cultural                             |
| 26                                         | As Relações Perigosas                      | Chordelos de Laclos                        | Sérgio Milliet                                 | 320 p.                                     | 13,5x20,5                                  | Novembro/1971                              | Abril Cultural                             |
| 27                                         | Judas, o Obscuro                           | Thomas Hardy                               | Octavio de Faria                               | 462 p.                                     | 13,5x20,5                                  | Novembro/1971                              | Abril Cultural                             |
| 28                                         | O Cristo Recrucificado                     | Nikos Kazantzákis                          | Guilhermina Sette                              | 520 p.                                     | 13,5x20,5                                  | Novembro/1971                              | Abril Cultural                             |
| 29                                         | Os Subterrâneos do Vaticano                | André Gide                                 | Miroel Silveira e Isa Leal                     | 287 p.                                     | 13,5x20,5                                  | Dezembro/1971                              | Abril Cultural                             |
| 30                                         | Moll Flanders                              | Daniel Defoe                               | Antônio Alves Cury                             | 363 p.                                     | 13,5x20,5                                  | Dezembro/1971                              | Abril Cultural                             |
| 31                                         | Suave é a Noite                            | Francis Scott Fitzgerald                   | Lígia Junqueira                                | 382 p.                                     | 13,5x20,5                                  | Janeiro/1972                               | Abril Cultural                             |
| 32                                         | Idade da Razão                             | Jean-Paul Sarte                            | Sérgio Milliet                                 | 368 p.                                     | 13,5x20,5                                  | Janeiro/1972                               | Abril Cultural                             |
| 33                                         | O Amante de Lady Chatterley                | David Herbert Lawrence                     | Rodrigo Richter                                | 346 p.                                     | 13,5x20,5                                  | Fevereiro/1972                             | Abril Cultural                             |
| 34                                         | As Vinhas da Ira                           | John Steinbeck                             | Ernesto Vinhaes e Herbert Caro                 | 630 p.                                     | 13,5x20,5                                  | Fevereiro/1972                             | Abril Cultural                             |
| 35                                         | O Retrato de Dorian Gray                   | Oscar Wilde                                | Oscar Mendes                                   | 271 p.                                     | 13,5x20,5                                  | Março/1972                                 | Abril Cultural                             |
| 36                                         | Germinal                                   | Emile Zola                                 | Francisco Bittencourt                          | 538 p.                                     | 13,5x20,5                                  | Março/1972                                 | Abril Cultural                             |
| 37                                         | Ivanhoé                                    | Walter Scott                               | Brenno Silveira                                | 557 p.                                     | 13,5x20,5                                  | Abril/1972                                 | Abril Cultural                             |
| 38                                         | O Falecido Mattia Pascal                   | Luigi Pirandello                           | Mário da Silva                                 | 290 p.                                     | 13,5x20,5                                  | Abril/1972                                 | Abril Cultural                             |
| 39                                         | Lady Barberina / Outra Volta do Parafuso   | Henry James                                | Leônidas Gontijo de Carvalho e Brenno Silveira | 290 p.                                     | 13,5x20,5                                  | Maio/1972                                  | Abril Cultural                             |
| 40                                         | Contos                                     | Voltaire                                   | Mário Quintana                                 | 674 p.                                     | 13,5x20,5                                  | Maio/1972                                  | Abril Cultural                             |
| 41                                         | Nosso Homem em Havana                      | Henry Graham Greene                        | Brenno Silveira                                | 284 p.                                     | 13,5x20,5                                  | Maio/1972                                  | Abril Cultural                             |
| 42                                         | Almas Mortas                               | Nikolai Gógol                              | Tatiana Belinky                                | 450 p.                                     | 13,5x20,5                                  | Junho/1972                                 | Abril Cultural                             |
| 43                                         | Moby Dick                                  | Herman Melville                            | Péricles Eugênio da Silva Ramos                | 668 p.                                     | 13,5x20,5                                  | Junho/1972                                 | Abril Cultural                             |
| 44                                         | Babbitt                                    | Sinclair Lewis                             | Leonel Vallandro                               | 442 p.                                     | 13,5x20,5                                  | Julho/1972                                 | Abril Cultural                             |
| 45                                         | Mrs. Dalloway / Orlando                    | Virginia Woolf                             | Mario Quintana / Cecília Meireles              | 410 p.                                     | 13,5x20,5                                  | Julho/1972                                 | Abril Cultural                             |
| 46                                         | A Pele                                     | Curzio Malaparte                           | Alexandre O'Neill                              | 370 p.                                     | 13,5x20,5                                  | Agosto/1972                                | Abril Cultural                             |
| 47                                         | A Romana                                   | Alberto Moravia                            | Marina Colasanti                               | 417 p.                                     | 13,5x20,5                                  | Agosto/1972                                | Abril Cultural                             |
| 48                                         | A Condição Humana                          | André Malraux                              | Jorge de Sena                                  | 302 p.                                     | 13,5x20,5                                  | Setembro/1972                              | Abril Cultural                             |
| 49                                         | O Estrangeiro                              | Albert Camus                               | Antônio Quadros                                | 156 p.                                     | 13,5x20,5                                  | Setembro/1972                              | Abril Cultural                             |
| 50                                         | Ficções                                    | Jorge Luís Borges                          | Carlos Nejar                                   | 190 p.                                     | 13,5x20,5                                  | Outubro/1972                               | Abril Cultural                             |
| 51                                         | Os Imortais da Literatura Universal I      | Ver ficha técnica                          | -                                              | 284 p.                                     | 13,5x20,5                                  | 1970 a 1972                                | Abril Cultural                             |
| 52                                         | Os Imortais da Literatura Universal II     | Ver ficha técnica                          | -                                              | 284 p.                                     | 13,5x20,5                                  | 1970 a 1972                                | Abril Cultural                             |
| 53                                         | Os Imortais da Literatura Universal III    | Ver ficha técnica                          | -                                              | 268 p.                                     | 13,5x20,5                                  | 1970 a 1972                                | Abril Cultural                             |

Ficha técnica das biografias (volumes 51 a 53):
- Editores (fascículos): Antonio Silvio Lefreve, Hildergard Feist, Ottaviano de Fiore e Ubirajara Coutinho.
- Pesquisadores: Hélio Leite de Barros, João da Silva Ribeiro Neto, Maria Helena Grembeki, Olgária Chain Féres, Paulette Cohen e Silvia Lafreve.
- Arte: Benedito Mendes, Jonas Plaça, Luís Gonçalves, Pedro Cortizas e Salvador L. Luzzi.
- Pesquisa iconográfica e índice: Janete de Castro Santos e Maria de Lourdes Carvalho.

## 2ª Edição de 1973-1974 (Abril Cultural) - Marrom
A edição de 1973 repetiu a proposta editorial da primeira, com a mesma lista de obras e tradutores, porém alterando o design da capa. Nesta edição, a capa é almofadada e revestida em couro sintético marrom, com textos dourados. No dorso, há uma tarja verde na parte superior com o nome do autor e outra na parte inferior com o nome da coleção. A coleção é composta por 50 volumes e três biografias adicionais, totalizando 53 livros.

## 3ª Edição de 1978-1980 (Abril Cultural)

#### Formato e acabamento
A edição de 1978 apresenta encadernação de luxo, com capa em cartão rígido revestida em couro sintético. O design das capas varia entre temas arabescos e formas geométricas douradas, impressas em baixo relevo. O miolo foi impresso em papel off-set. O corte superior possui revestimento dourado.

#### Biografias
As biografias de cada autor são apresentadas antes da ficha catalográfica. Algumas aparecem após a folha de rosto, e, no caso de autores de teatro, utilizam o mesmo formato da coleção Teatro Vivo. Todas as biografias acompanham a respectiva obra.

## 4ª Edição de 1981-1983 (Abril Cultural)

#### Formato e acabamento
A edição de 1981 seguiu a mesma proposta editorial da terceira, sendo que alguns livros tiveram a cor da capa alterada. A lista de obras é a mesma da edição anterior.

#### Biografias
As biografias de cada autor seguem a mesma proposta da segunda edição.
| Relação de livros da 3ª Edição (1981-1983) | Relação de livros da 3ª Edição (1981-1983)             | Relação de livros da 3ª Edição (1981-1983) | Relação de livros da 3ª Edição (1981-1983) | Relação de livros da 3ª Edição (1981-1983) | Relação de livros da 3ª Edição (1981-1983) |
| ------------------------------------------ | ------------------------------------------------------ | ------------------------------------------ | ------------------------------------------ | ------------------------------------------ | ------------------------------------------ |
| Volume                                     | Obra                                                   | Autor                                      | Formato                                    | Lançamento                                 | Editor                                     |
| 1                                          | Dom Quixote                                            | Miguel de Cervantes                        | 16x23                                      | 1981                                       | Abril Cultural                             |
| 2                                          | Histórias Extraordinárias                              | Edgar Allan Poe                            |                                            | 1981                                       | Abril Cultural                             |
| 3                                          | As Ilusões Perdidas                                    | Honoré de Balzac                           |                                            | 1981                                       | Abril Cultural                             |
| 4                                          | Tragédias, Comédias e Sonetos (em dois volumes)        | William Shakespeare                        | 12x17                                      | 1981                                       | Abril Cultural                             |
| 5                                          | Madame Bovary                                          | Gustave Flaubert                           |                                            | 1981                                       | Abril Cultural                             |
| 6                                          | Odisseia (adaptado para prosa)                         | Homero                                     |                                            | 1981                                       | Abril Cultural                             |
| 7                                          | A Divina Comédia (adaptado para prosa)                 | Dante Alighieri                            |                                            | 1981                                       | Abril Cultural                             |
| 8                                          | O Retrato de Dorian Gray                               | Oscar Wilde                                | 13x20                                      | 1981                                       | Abril Cultural                             |
| 9                                          | O Falecido Mattia Pascal / Seis Personagens            | Luigi Pirandello                           | 17x12                                      | 1981                                       | Abril Cultural                             |
| 10                                         | Decamerão                                              | Giovanni Boccaccio                         |                                            | 1981                                       | Abril Cultural                             |
| 11                                         | O Vermelho e o Negro                                   | Stendhal                                   |                                            | 1981                                       | Abril Cultural                             |
| 12                                         | Moll Flanders                                          | Daniel Defoe                               | 17x12                                      | 1981                                       | Abril Cultural                             |
| 13                                         | Germinal                                               | Émile Zola                                 |                                            | 1981                                       | Abril Cultural                             |
| 14                                         | A Idade da Razão                                       | Jean-Paul Sartre                           | 13x20                                      | 1981                                       | Abril Cultural                             |
| 15                                         | O Primo Basílio                                        | Eça de Queiroz                             |                                            |                                            | Abril Cultural                             |
| 16                                         | Crime e Castigo (em dois volumes)                      | Fiódor Dostoiévski                         | 17x24                                      | 1982                                       | Abril Cultural                             |
| 17                                         | As três irmãs / Contos                                 | Anton Tchekhov                             | 12x17                                      | 1982                                       | Abril Cultural                             |
| 18                                         | O Morro dos Ventos Uuivantes                           | Emily Brontë                               |                                            | 1982                                       | Abril Cultural                             |
| 19                                         | Lord Jim                                               | Joseph Conrad                              |                                            | 1982                                       | Abril Cultural                             |
| 20                                         | Estado de Sítio / O Estrangeiro                        | Albert Camus                               | 12x17                                      | 1982                                       | Abril Cultural                             |
| 21                                         | Memórias Póstumas / Dom Casmurro                       | Machado de Assis                           |                                            | 1982                                       | Abril Cultural                             |
| 22                                         | As Vinhas da Ira (em dois volumes)                     | John Steinbeck                             | 13x20                                      | 1982                                       | Abril Cultural                             |
| 23                                         | Os Trabalhadores do Mar                                | Victor Hugo                                |                                            | 1982                                       | Abril Cultural                             |
| 24                                         | No Caminho de Swann                                    | Marcel Proust                              |                                            | 1982                                       | Abril Cultural                             |
| 25                                         | O Sol Também se Levanta                                | Ernest Hemingway                           |                                            | 1982                                       | Abril Cultural                             |
| 26                                         | Pequenos Burgueses / Mãe                               | Máximo Gorki                               | 12x17                                      | 1982                                       | Abril Cultural                             |
| 27                                         | Tonio Kroeger / A Morte em Veneza                      | Thomas Mann                                |                                            | 1982                                       | Abril Cultural                             |
| 28                                         | Ana Karênina (em dois volumes)                         | Liev Tolstói                               |                                            |                                            | Abril Cultural                             |
| 29                                         | Tragédias Gregas                                       | Ésquilo, Sófocles e Eurípedes              |                                            |                                            | Abril Cultural                             |
| 30                                         | Admirável Mundo Novo                                   | Aldous Huxley                              |                                            |                                            | Abril Cultural                             |
| 31                                         | Os Sertões                                             | Euclides da Cunha                          |                                            |                                            | Abril Cultural                             |
| 32                                         | Longa Jornada Noite Adentro                            | Eugene O'Neill                             | 17x12                                      |                                            | Abril Cultural                             |
| 33                                         | Os Lusíadas                                            | Luís de Camões                             |                                            |                                            | Abril Cultural                             |
| 34                                         | As Aventuras do Sr. Pickwick                           | Charles Dickens                            |                                            |                                            | Abril Cultural                             |
| 35                                         | O Processo                                             | Franz Kafka                                |                                            |                                            | Abril Cultural                             |
| 36                                         | A Religiosa                                            | Denis Diderot                              |                                            |                                            | Abril Cultural                             |
| 37                                         | Babbit                                                 | Sinclair Lewis                             |                                            |                                            | Abril Cultural                             |
| 38                                         | Santuário                                              | William Faulkner                           |                                            |                                            | Abril Cultural                             |
| 39                                         | Antologia Poética                                      | Carlos Drummond de Andrade                 |                                            |                                            | Abril Cultural                             |
| 40                                         | Moby Dick (em dois volumes)                            | Herman Melville                            |                                            |                                            | Abril Cultural                             |
| 41                                         | Almas Mortas                                           | Nikolai Gógol                              |                                            | 1983                                       | Abril Cultural                             |
| 42                                         | Mulheres Apaixonadas                                   | D. H. Lawrence                             |                                            | 1983                                       | Abril Cultural                             |
| 43                                         | Um Bonde Chamado Desejo / A Morte do Caixeiro Viajante | Tennessee Williams                         | 17x12                                      | 1983                                       | Abril Cultural                             |
| 43                                         | As Viagens de Gulliver                                 | Jonathan Swift                             |                                            | 1983                                       | Abril Cultural                             |
| 44                                         | Fausto / Werther                                       | Goethe                                     | 17x12                                      | 1983                                       | Abril Cultural                             |
| 45                                         | Ulisses (em dois volumes)                              | James Joyce                                |                                            | 1983                                       | Abril Cultural                             |
| 46                                         | Contos                                                 | Voltaire                                   |                                            | 1983                                       | Abril Cultural                             |
| 47                                         | As Relações Perigosas                                  | Choderlos de Laclos                        |                                            | 1983                                       | Abril Cultural                             |
| 48                                         | 1919                                                   | John dos Passos                            |                                            | 1983                                       | Abril Cultural                             |
| 49                                         | Lady Barberina / A Outra Volta do Parafuso             | Henry James                                |                                            | 1983                                       | Abril Cultural                             |
| 49                                         | Tartugo / Escola de Mulheres / O Burguês Fidalgo       | Molière                                    | 17x12                                      | 1983                                       | Abril Cultural                             |
| 50                                         | Grande Sertão: Veredas                                 | Guimarães Rosa                             |                                            | 1983                                       | Abril Cultural                             |
| 51                                         | A Casa das Sete Torres                                 | Nathaniel Hawthorne                        |                                            | 1983                                       | Abril Cultural                             |
| 53                                         | Os Três Mosqueteiros                                   | Alexandre Dumas                            |                                            | 1983                                       | Abril Cultural                             |
| 54                                         | Arlequim, Servidor de Dois Amos                        | Carlo Goldoni                              | 17x12                                      | 1983                                       | Abril Cultural                             |
| 55                                         | Tom Jones (em dois volumes)                            | Henry Fielding                             |                                            | 1983                                       | Abril Cultural                             |
| 56                                         | Novelas Exemplares                                     | Miguel de Cervantes                        |                                            | 1983                                       | Abril Cultural                             |
| 57                                         | Ivanhoé                                                | Walter Scott                               |                                            | 1983                                       | Abril Cultural                             |
| 58                                         | Cyrano de Bergerac                                     | Edmond Rostand                             |                                            | 1983                                       | Abril Cultural                             |
| 59                                         | Suave é a Noite                                        | F. Scott Fitzgerald                        |                                            | 1983                                       | Abril Cultural                             |
| 60                                         | Zorba, o Grego                                         | Nikos Kazantzákis                          |                                            | 1983                                       | Abril Cultural                             |
| 61                                         | A Consciência de Zeno                                  | Italo Svevo                                |                                            | 1983                                       | Abril Cultural                             |
| 62                                         | Esaú e Jacó / Memorial de Aires                        | Machado de Assis                           |                                            | 1983                                       | Abril Cultural                             |
| 63                                         | O Leopardo                                             | Lampedusa                                  |                                            | 1983                                       | Abril Cultural                             |
| 64                                         | Oliver Twist                                           | Charles Dickens                            |                                            | 1983                                       | Abril Cultural                             |
| 65                                         | As Flores do Mal                                       | Charles Baudelaire                         |                                            | 1983                                       | Abril Cultural                             |
| 66                                         | Eneida                                                 | Virgílio                                   |                                            | 1983                                       | Abril Cultural                             |
| 67                                         | Os Amores                                              | Bocage                                     |                                            | 1983                                       | Abril Cultural                             |
| 68                                         | Casa de Bonecas                                        | Henrik Ibsen                               | 17x12                                      | 1983                                       | Abril Cultural                             |
| 69                                         | Mary Stuart                                            | Friedrich Schiller                         | 17x12                                      | 1983                                       | Abril Cultural                             |

## 5ª Edição de 1993-1994 (Nova Cultural/Círculo do Livro)
Entre 1993 e 1994, foi lançada a 5ª edição da coleção, em parceria com o Círculo do Livro, porém ainda não foram encontradas informações sobre a lista de títulos. Esta reedição foi realizada pela Nova Cultural, sucessora da antiga Abril Cultural. A encadernação é de luxo, com enobrecimento dourado no corte superior e capa rígida em couro sintético.

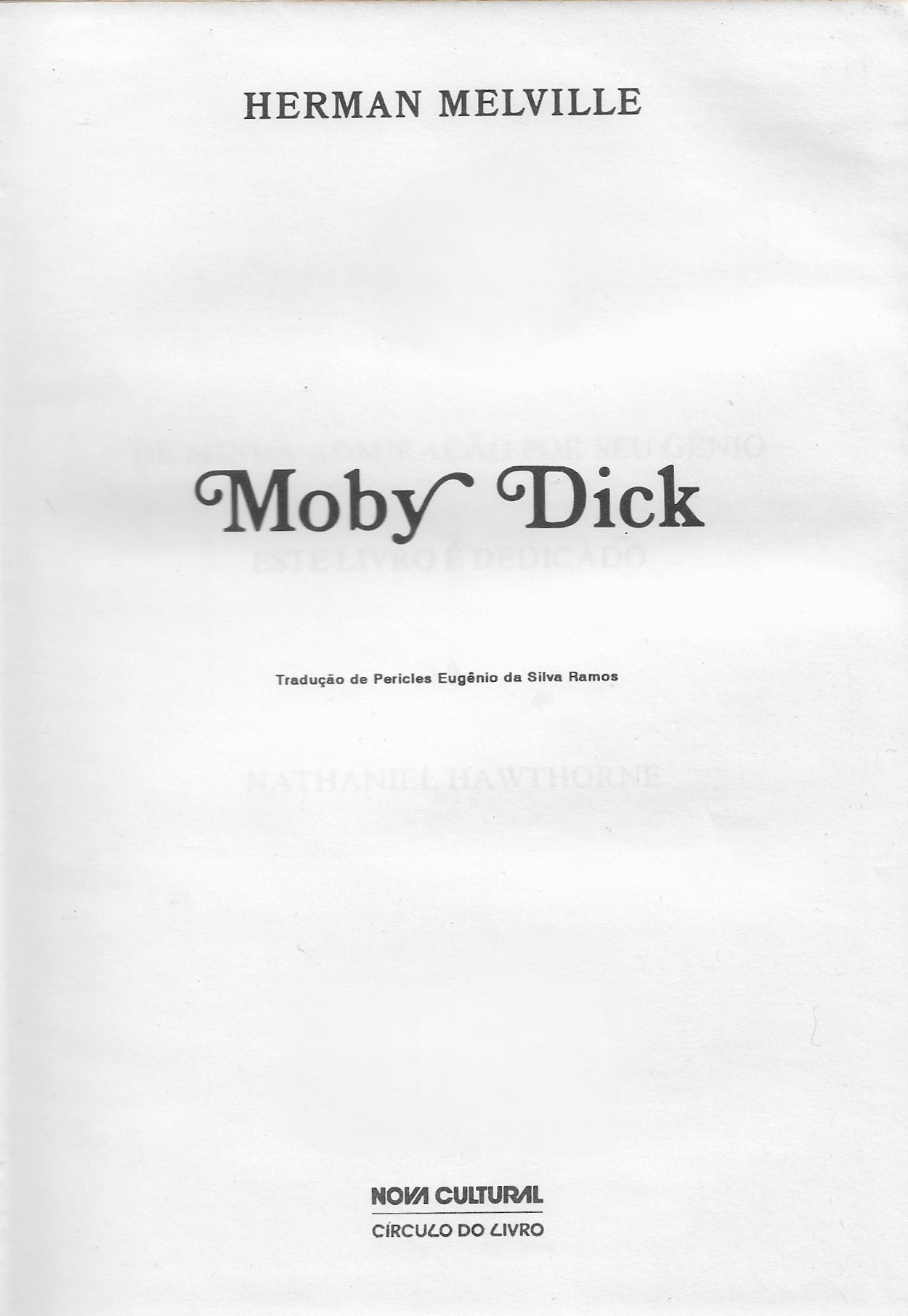
Folha de rosto da quinta edição da coleção Obras-Primas editada em parceria com o Círculo do Livro, entre 1993 e 1994

## 6ª Edição de 1995 (Nova Cultural) - Brochura
A 6ª edição, apresentada sob o título Imortais da Literatura Universal, seguiu a mesma ordem de títulos da 5ª edição. As capas na cor vermelho cereja e o formato 16x22 são padronizados para todas as obras. Porém, a diferença é que, pela primeira e única vez, a coleção foi impressa em encadernação brochura, com capa mole de couro sintético sem orelha ou enobrecimentos.
Alguns títulos desta edição que foram encontrados na internet:
- Ana Karenina - Tolstói
- A Idade da Razão - Sartre
- O Retrato de Dorian Gray - Oscar Wilde
- As Três Irmãs - Tchecov
- Decamerão - Boccaccio
- O Morro dos Ventos Uivantes - Emily Brontë
- A Mulher de Trinta Anos - Balzac
- Moll Flanders - Daniel Defoe
- Memórias Póstumas de Brás Cubas / Dom Casmurro - Machado de Assis
- Mulheres Apaixonadas - D. H. Lawrence
- Suave é a Noite - Fitzgerald
- O Vermelho e o Negro - Stendhal
- Germinal - Émile Zola
- Relações Perigosas - Choderlos de Laclos
- Os Irmãos Karamázovi - Dostoiévski
- Um Conto de Duas Cidades - Charles Dickens
- Os Três Mosqueteiros - Alexandre Dumas
- O Sol Também se Levanta - Ernest Hemingway

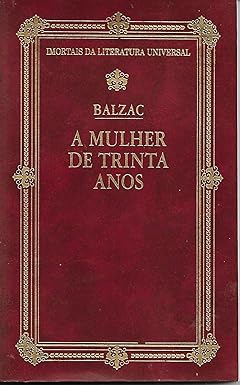
Capa da sexta edição, em formato brochura, da Coleção Imortais da Literatura Universal, editada pela Noval Cultural em 1995

- O Primo Basílio - Eça de Queiroz

## 7ª Edição de 2002-2003 (Nova Cultural/Suzano Papel)
A última edição da coleção foi lançada em 2002, realizada pela Nova Cultural. As vendas tiveram início no dia 12 de agosto de 2002, em bancas de jornal de São Paulo, Rio de Janeiro e Espírito Santo, pelo valor de capa de R$9,90, depois ajustado para R$11,90. O preço popular (bem abaixo da média de mercado na época) só foi possível graças ao patrocínio da empresa Suzano Papel e Celulose, que forneceu a matéria-prima. A partir de 10 de fevereiro de 2003, a coleção passou a ser comercializada em Minas Gerais e nos Estados do Sul e do Centro-Oeste do país.

#### Formato e acabamento
A edição de 2002 trouxe algumas alterações em comparação às anteriores. A encadernação manteve o padrão de luxo, com capa de cartão rígido, revestida em couro sintético percalux (fosco, sem o aspecto brilhoso das edições anteriores). O design das capas retomou a proposta das edições de 1978 e 1981, com decoração em arabescos e formas geométricas douradas, impressas em baixo relevo. O miolo foi impresso em papel off-set alcalino de alta alvura, proporcionando maior nitidez ao texto e durabilidade aos livros, graças à sua acidez neutra, com pH entre 8 e 14. Diferentemente da edição anterior, o corte superior não possui enobrecimento dourado.

#### Biografias
As biografias de cada autor foram editadas em formato de fascículo, com 16 páginas e miolo em papel reciclado 75g/m2 acompanhando a respectiva obra. Ao final da coleção, ou seja, no volume 40, os fascículos poderiam ser encadernados como um livro adicional, utilizando a capa vendida junto com o volume 15, sob o título Coleção Obras-Primas - Grandes Autores - Biografias.

#### Denúncias de plágio (Edição de 2002)
Em 2008, cinco anos após o fim da coleção, começaram a surgir denúncias de falsificação e plágio por um grupo de tradutores. As denúncias foram veiculadas em grandes jornais, entre eles, O Globo e Folha de S. Paulo (no caderno Ilustrada, em 10 de maio de 2008). Após apurar as denúncias, a L&PM Editores publicou em seu site oficial a lista de obras que foram denunciadas e ajuizou uma medida acautelatória contra a editora Nova Cultural (Processo Cautelar 001/1.08.0127989-9 – 19ª Vara Cível de Porto Alegre) visando anular o contrato celebrado com a mencionada editora e retirar de circulação os livros com as traduções questionadas. As obras apontadas como falsificadas, segundo a L&PM Editores, estão relacionadas abaixo:
- Crime e Castigo, Dostoiévski: Trad. sem crédito seria de Natália Nunes.
- Cyrano de Bergerac, Edmond Rostand: Trad. de F. Alberti seria de Porto Carreiro.
- O Vermelho e o Negro, Stendhal: Trad. de Mª da Silva seria de Luiz Costa Lima.
- Ana Karênina, de Tolstói: Trad. de Mirtes Coscodai seria de João Gaspar Simões.
- O Leopardo, de Lampedusa: Trad. de Leonardo Codignoto seria de Rui Cabeçadas.
- Fausto e Werther, Goethe: Trads. de Alberto Maximiliano seriam de Silvio Meira e Galeão Coutinho.
- Contos, Voltaire: Trad. de Roberto Domenico Proença seria de Mário Quintana.
- O Morro dos Ventos Uivantes, Emily Brontë: Trad. de Silvana Laplace seria de Oscar Mendes.
- O Falecido Mattia Pascal e Seis Personagens à Procura de um Autor, Pirandello: Trads. de Fernando Corrêa Fonseca seriam de Mário da Silva, Brutus Pedreira e Elvira Ricci.
- Tom Jones, Fielding: Trad. de Jorge Pádua Conceição seria de Octavio Cajado.
- Naná, Zola: Trad. de Roberto Valeriano seria de Eugênio Vieira.
- O Retrato de Dorian Gray, Wilde: Trad. de E. Corvisieri seria de Oscar Mendes.
- A Mulher de Trinta Anos, Balzac: Trad. de Gisele Soares seria de José Maria Machado.
- Os Três Mosqueteiros, Dumas: Trad. de M. Coscodai seria de Octavio Cajado.
- Lord Jim, Conrad: Trad. de Carmen Lomonaco seria de Mário Quintana.
- Uma Vida, Maupassant: Trad. de Roberto Proença seria de Ascendino Leite.
- Suave é a Noite, Scott Fitzgerald: Trad. de E. Corvisieri seria de Lígia Junqueira.
- Ivanhoé, Walter Scott: Trad. de Roberto Whitaker seria de Brenno Silveira.

| Relação de livros da 5ª Edição (2002-2003) | Relação de livros da 5ª Edição (2002-2003)                      | Relação de livros da 5ª Edição (2002-2003) | Relação de livros da 5ª Edição (2002-2003)                             | Relação de livros da 5ª Edição (2002-2003) | Relação de livros da 5ª Edição (2002-2003) | Relação de livros da 5ª Edição (2002-2003) |
| Número | Obra                                                            | Autor                                      | Tradução                                                               | Formato                                    | Lançamento                                 | Editor                                     |
| --- | --------------------------------------------------------------- | ------------------------------------------ | ---------------------------------------------------------------------- | ------------------------------------------ | ------------------------------------------ | ------------------------------------------ |
| 01 | Dom Quixote                                                     | Miguel de Cervantes                        | Viscondes de Castilho Azevedo Tradução das notas contestada na justiça | 16x23                                      | 12/08/2002                                 | Nova Cultural                              |
| 02 | Os Trabalhadores do Mar                                         | Victor Hugo                                | Machado de Assis                                                       | 17x24                                      | 19/08/2002                                 | Nova Cultural                              |
| 03 | A Divina Comédia                                                | Dante                                      | Tradução contestada na justiça                                         | 14x20                                      | 26/08/2002                                 | Nova Cultural                              |
| 04 | Crime e Castigo                                                 | Dostoiévski                                | Tradução contestada na justiça                                         | 16x23                                      | 02/09/2002                                 | Nova Cultural                              |
| 05 | Cyrano de Bergerac                                              | Edmond Rostand                             | Tradução contestada na justiça                                         | 12x17                                      | 02/09/2002                                 | Nova Cultural                              |
| 06 | O Vermelho e o Negro                                            | Stendhal                                   | Tradução contestada na justiça                                         | 17x24                                      | 09/09/2002                                 | Nova Cultural                              |
| 07 | Madame Bovary                                                   | Flaubert                                   | Tradução contestada na justiça                                         | 12x17                                      | 16/09/2002                                 | Nova Cultural                              |
| 08 | Razão e Sensibilidade                                           | Jane Austen                                | Therezinha Monteiro Deustsch                                           | 14x20                                      | 23/09/2002                                 | Nova Cultural                              |
| 09 | Ana Karênina                                                    | Tolstói                                    | Tradução contestada na justiça                                         | 17x24                                      | 30/09/2002                                 | Nova Cultural                              |
| 10 | Odisseia                                                        | Homero                                     | Antônio Pinto de Carvalho                                              | 16x23                                      | 07/10/2002                                 | Nova Cultural                              |
| 11 | O Leopardo                                                      | Lampedusa                                  | Tradução contestada na justiça                                         | 12x17                                      | 14/10/2002                                 | Nova Cultural                              |
| 12 | Um Conto de Duas Cidades                                        | Charles Dickens                            | Sandra Luzia Couto                                                     | 14x20                                      | 21/10/2002                                 | Nova Cultural                              |
| 13 | Drácula                                                         | Bram Stoker                                | Vera M. Renoldi                                                        | 16x23                                      | 28/10/2002                                 | Nova Cultural                              |
| 14 | Os Sertões                                                      | Euclides da Cunha                          | -                                                                      | 17x24                                      | 04/11/2002                                 | Nova Cultural                              |
| 15 | A Metamorfose                                                   | Franz Kafka                                | Calvin Carrulthers                                                     | 12x17                                      | 11/11/2002                                 | Nova Cultural                              |
| A capa das biografias foi encartada com o Volume 15 (Metamorfose) |                                                                 |                                            |                                                                        |                                            |                                            |                                            |
| 16 | As Aventuras de Tom Sawyer                                      | Mark Twain                                 | Luiza Derouet                                                          | 16x23                                      | 18/11/2002                                 | Nova Cultural                              |
| 17 | As Relações Perigosas                                           | Choderlos de Laclos                        | Sérgio Milliet                                                         | 14x20                                      | 25/11/2002                                 | Nova Cultural                              |
| 18 | Babbitt                                                         | Sinclair                                   | Leonel Vallandro                                                       | 17x24                                      | 02/12/2002                                 | Nova Cultural                              |
| 19 | Os Lusíadas                                                     | Camões                                     | -                                                                      | 16x23                                      | 09/12/2002                                 | Nova Cultural                              |
| 20 | Fausto / Werther                                                | Goethe                                     | Tradução contestada na justiça                                         | 14x20                                      | 16/12/2002                                 | Nova Cultural                              |
| 21 | Contos                                                          | Voltaire                                   | Tradução contestada na justiça                                         |                                            | 23/12/2002                                 | Nova Cultural                              |
| 22 | As Três Irmãs                                                   | Tchekhov                                   | Maria Jacintha                                                         |                                            | 30/12/2002                                 | Nova Cultural                              |
| 23 | Moby Dick                                                       | Herman Melville                            | Péricles Eugênio da Silva Ramos                                        | 17x24                                      | 06/01/2003                                 | Nova Cultural                              |
| 24 | O Morro dos Ventos Uivantes                                     | Emily Brontë                               | Tradução contestada na justiça                                         | 16x23                                      | 13/01/2003                                 | Nova Cultural                              |
| 25 | Esaú e Jacó Memorial de Aires                                   | Machado de Assis                           | -                                                                      |                                            | 20/01/2003                                 | Nova Cultural                              |
| 26 | Moll Flanders                                                   | Daniel Defoe                               | Antônio Alves Cury                                                     | 12x17                                      | 27/01/2003                                 | Nova Cultural                              |
| 27 | A Cidade e as Serras                                            | Eça de Queirós                             | -                                                                      | 16x23                                      | 03/02/2003                                 | Nova Cultural                              |
| 28 | Almas Mortas                                                    | Gógol                                      | Tatiana Belinky                                                        | 12x17                                      | 10/02/2003                                 | Nova Cultural                              |
| 29 | Decamerão                                                       | Boccaccio                                  | Torrieri Guimarães                                                     |                                            | 17/02/2003                                 | Nova Cultural                              |
| 30 | O Falecido Mattia Pascal Seis Personagens à Procura de um Autor | Pirandello                                 | Tradução contestada na justiça                                         | 14x20                                      | 24/02/2003                                 | Nova Cultural                              |
| 31 | Mulherzinhas                                                    | Louisa May Alcott                          | Vera Maria Marques Martins                                             | 17x24                                      | 03/03/2003                                 | Nova Cultural                              |
| 32 | Eneida                                                          | Virgílio                                   | Orpheu Spalding                                                        | 14x20                                      | 10/03/2003                                 | Nova Cultural                              |
| 33 | A Dama das Camélias                                             | Alexandre Dumas Filho                      | Therezinha Monteiro Deutsch                                            |                                            | 17/03/2003                                 | Nova Cultural                              |
| 34 | Tom Jones                                                       | Henry Fielding                             | Tradução contestada na justiça                                         |                                            | 24/03/2003                                 | Nova Cultural                              |
| 35 | Naná                                                            | Émile Zola                                 | Tradução contestada na justiça                                         |                                            | 31/03/2003                                 | Nova Cultural                              |
| 36 | Tragédias                                                       | Shakespeare                                | F. Carlos de Almeida Cunha Medeiros e Oscar Mendes                     |                                            | 07/04/2003                                 | Nova Cultural                              |
| 37 | O Retrato de Dorian Gray                                        | Oscar Wilde                                | Tradução contestada na justiça                                         |                                            | 14/04/2003                                 | Nova Cultural                              |
| 38 | A Mulher de Trinta Anos                                         | Balzac                                     | Tradução contestada na justiça                                         |                                            | 21/04/2003                                 | Nova Cultural                              |
| 39 | Histórias Extraordinárias                                       | Edgar Allan Poe                            | Brenno Silveira e outros                                               |                                            | 28/04/2003                                 | Nova Cultural                              |
| 40 | A Volta ao Mundo em Oitenta Dias                                | Júlio Verne                                |                                                                        |                                            | 05/05/2003                                 | Nova Cultural                              |
| Lançamentos adicionais não previstos no projeto inicial de 2002, mas incluídos devido ao sucesso de vendas. Com o volume 40, foi encartada como brinde a capa do segundo volume de biografias. |                                                                 |                                            |                                                                        |                                            |                                            |                                            |
| 41 | As Viagens de Gulliver                                          | Jonathan Swift                             | Tradução contestada na justiça                                         |                                            | 12/05/2003                                 | Nova Cultural                              |
| 42 | Os Três Mosqueteiros                                            | Alexandre Dumas                            | Tradução contestada na justiça                                         |                                            | 19/05/2003                                 | Nova Cultural                              |
| 43 | Casa de Bonecas                                                 | Henrik Ibsen                               |                                                                        |                                            | 26/05/2003                                 | Nova Cultural                              |
| 44 | Lord Jim                                                        | Joseph Conrad                              | Tradução contestada na justiça                                         | 16x23                                      | 02/06/2003                                 | Nova Cultural                              |
| 45 | Lady Barberina A Outra Volta do Parafuso                        | Henry James                                |                                                                        |                                            | 09/06/2003                                 | Nova Cultural                              |
| 46 | O Ateneu                                                        | Raul Pompéia                               | -                                                                      |                                            | 16/06/2003                                 | Nova Cultural                              |
| 47 | Uma Vida                                                        | Guy de Maupassant                          | Tradução contestada na justiça                                         |                                            | 23/06/2003                                 | Nova Cultural                              |
| 48 | Suave é a Noite                                                 | Scott Fitzgerald                           | Tradução contestada na justiça                                         | 17x24                                      | 30/06/2003                                 | Nova Cultural                              |
| 49 | Mulheres Apaixonadas                                            | D. H. Lawrence                             | Cabral do Nascimento                                                   |                                            | 07/07/2003                                 | Nova Cultural                              |
| 50 | Ivanhoé                                                         | Walter Scott                               | Tradução contestada na justiça                                         |                                            | 14/07/2003                                 | Nova Cultural                              |
| 51 | Grandes Autores - Biografias (Volume I)                         | Ver ficha técnica                          | -                                                                      | 12x17                                      | 2002 a 2003                                | Nova Cultural                              |
| 52 | Grandes Autores - Biografias (Volume II)                        | Ver ficha técnica                          |                                                                        | 12x17                                      | 2003                                       | Nova Cultural                              |

Ficha técnica das biografias (volume 51):
- Textos: Eliel Silveira Cunha e Fernanda Cardoso
- Assistente Editorial: Elaine Barros